# Frances Brundage
Pour les articles homonymes, voir Brundage.
Frances Isabelle (Lockwood) Brundage, née en 1854 et morte en 1937, est une illustratrice américaine, connue pour ses illustrations d'enfants attendrissants et attachants sur des cartes postales, de carte de vœux de Saint-Valentin ou encore de calendriers et diverses publications éphémères, publiés par Raphael Tuck & Sons, Samuel Gabriel Company, et les éditions Saalfield Publishing. Elle reçoit une formation dans les arts par son père, Rembrandt Lockwood. Elle commence à 17 ans sa carrière artistique afin d'assurer ses moyens d'existence, au moment où son père abandonne sa famille.
En plus des publications éphémères, Frances Brundage s'est distinguée par des classiques de la littérature enfantine anglaise comme les nouvelles de Louisa May Alcott, Johanna Spyri, et Robert Louis Stevenson, et les classiques littéraires comme Les Mille et Une Nuits, les histoires du Roi Arthur et de Robin des Bois. C'est une artiste prolifique qui illustrait une vingtaine de livre par an alors qu'elle atteignait ses soixante ans. Ses œuvres restent hautement appréciées et reconnues.

## Biographie

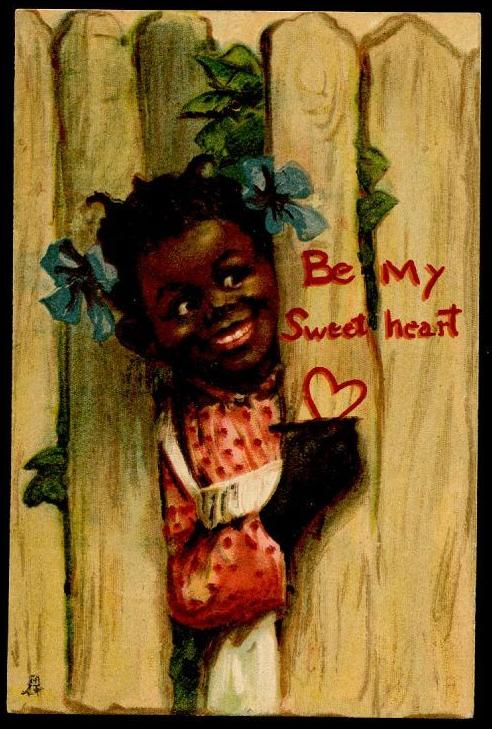
Illustration d'une carte de vœux de Saint-Valentin d'après un modèle de Frances Brundage.

Brunage naît Frances Isabelle Lockwood le 2 juin 1854, à Newark (au New Jersey), de Rembrandt Lockwood and Sarah Ursula Despeaux. Son père est un architecte, un graveur sur bois et un peintre de portraits et miniatures, ainsi que de fresques d'églises. Il donne une éducation artistique à sa fille. Mais il quitte le foyer et oblige ainsi Frances à trouver du travail dans son domaine artistique pour subsister.
Elle vend son premier travail : un croquis qui illustre un poème de Louisa May Alcott à celle-ci. Frances Brundage illustre ensuite des livres et produits éphémères comme des poupées en carton à découper, des cartes postales, des cartes de Saint-Valentin, des cartes de présentation d'entreprises, et des calendriers. Des cartes postales utilisent parfois certaines de ses illustrations de livres.
En 1886, elle se marie à l'artiste William Tyson Brundage et donne naissance à une fille, Mary Frances Brundage, qui meurt en 1891, âgée de 17 mois. Les Brundages habitent à Washington (D.C.), passent les étés à Cape Ann (Massachusetts), et, vers la fin de leur vie, à Brooklyn, New York. Ils s'associent occasionnellement dans certains projets artistiques.   
Brundage travaille pour Raphael Tuck & Sons, et produit notamment des illustrations avec des enfants victoriens attendrissants et attachants. Elle est cependant publiée autant au même moment par Wolff Hagelberg, à Berlin, mais sur des thèmes et des sujets différents, qu'elle n'illustre pas. Maud Humphrey est la vedette des éditeurs américains de cette époque, en 1890.
Mais Frances Brundage est choisie par Tuck (à Londres) et Hagelberg (à Berlin), car étant éditeurs internationaux d'art, ils abondent aussi leur marché de l'édition américaine. Brundage se retrouve en tête de l'illustration des cartes postales européennes et anglaises à l'international, juste après les deux autres artistes spécialistes de représentation d'enfants, Ellen Clapsaddle et Harriett M. Bennett. Elle est aussi en tête avec les cartes postales américaines de Tuck et d'Hagelberg. 

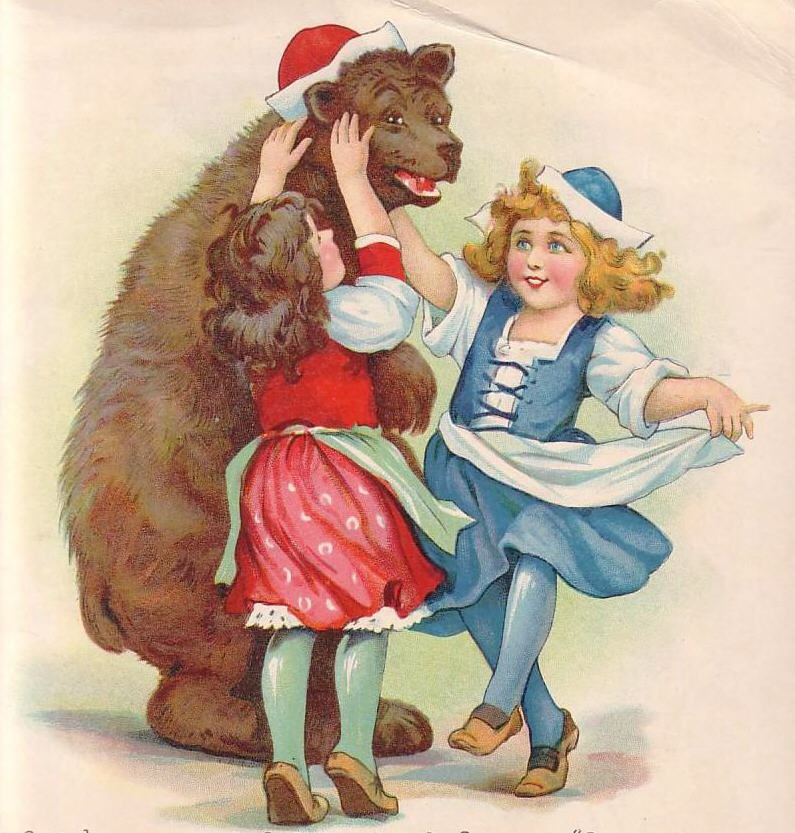
Illustration de livre pour enfants, vers 1937.

Ses cartes postales et cartes de Saint-Valentin font d'elle une des premières artiste de l'art graphique sur cartes et papier entre 1899 et 1910.   
En 1910, elle travaille pour des éditions de New York : Samuel Gabriel Company (Samuel Gabriel a été le patron des publications de Tuck aux États-Unis et responsable de l'utilisation des illustrations de Brundage pour le compte de Tuck), et par la suite Akron, éditeur dans l'Ohio, Saalfield. Elle a aussi illustré pour Stecher Lithographic Company, DeWolfe, Fiske & Company, Fred A. Stokes, Charles E. Graham & Company, et  E.P. Dutton & Ernest Nister, et a travaillé  pour Hayes & Koerner (Hayes Co.). Vers la soixantaine, elle illustre encore une vingtaine de livres par an.
Elle meurt le 28 mars 1937, âgée de 82 ans.
Brundage est notable pour ses illustrations de différentes cultures, en 1886 pour Louis Prang, en 1890 et 1892 pour W. Hagelberg, et les cartes postales et cartes de Saint-Valentin pour Tuck au début des années 1900. Bien que reproduisant des stéréotypes de l'époque, les représentations ethniques sont dénuées de sens négatif et rappellent l'aspect amusant dans son traitement du romantisme (qui renforce l'idée de la représentation de la scène plutôt que de montrer le ridicule) qu'on trouve souvent dans ses cartes postales et cartes de Saint-Valentin. Par exemple, une carte de vœux de 1892 provenant d'un commerçant de Cincinnati montre une jeune Irlandaise volontaire et une fille noire en tenues débraillées, une jeune orientale digne, une fille blanche bien habillée et une calme Amérindienne avec arc et flèches, toutes se tenant par la main et la majorité d'entre elles avec un sourire aux lèvres. Leurs points communs est l'humanité et l'amitié universelle, qui ressortent au-delà des cultures et du statut social. Bien loin donc des stéréotypes de ségrégation de l'époque et très proche de l'idéal de société américaine d'aujourd'hui.

## Ouvrages de référence
- (en) Houfe, Simon, The Dictionary of 19th Century British Book Illustrators, Suffolk, Antique Collector's Club, 1996
- (en) Steier, Sarah, and Donna Braun, A Bit of Brundage: The Illustration Art of Frances Brundage, Atglen, Pennsylvania, Schiffer Publishing, 1999